# 海老名ジャンクション

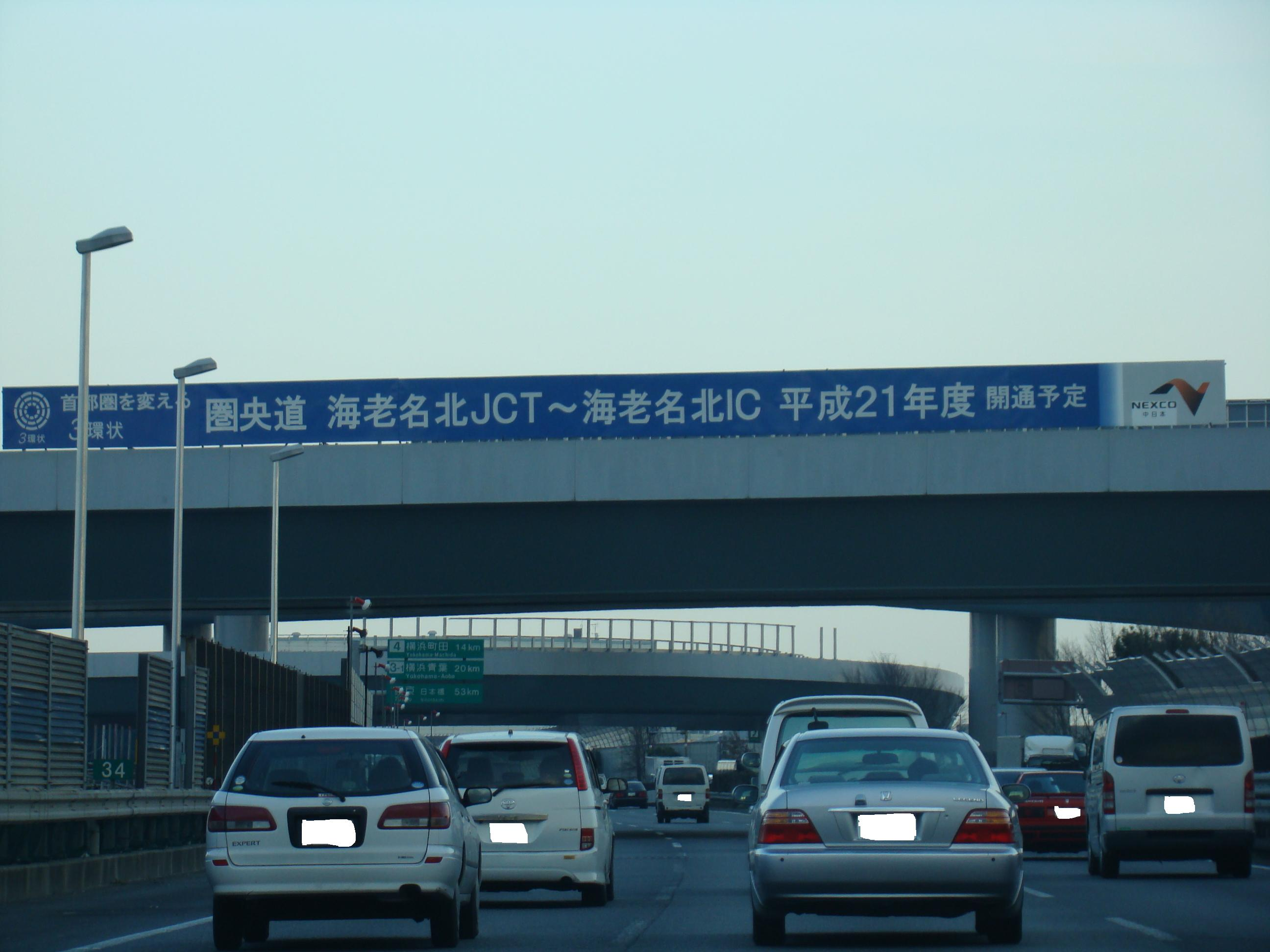
建設中の海老名JCTに設置された懸垂幕

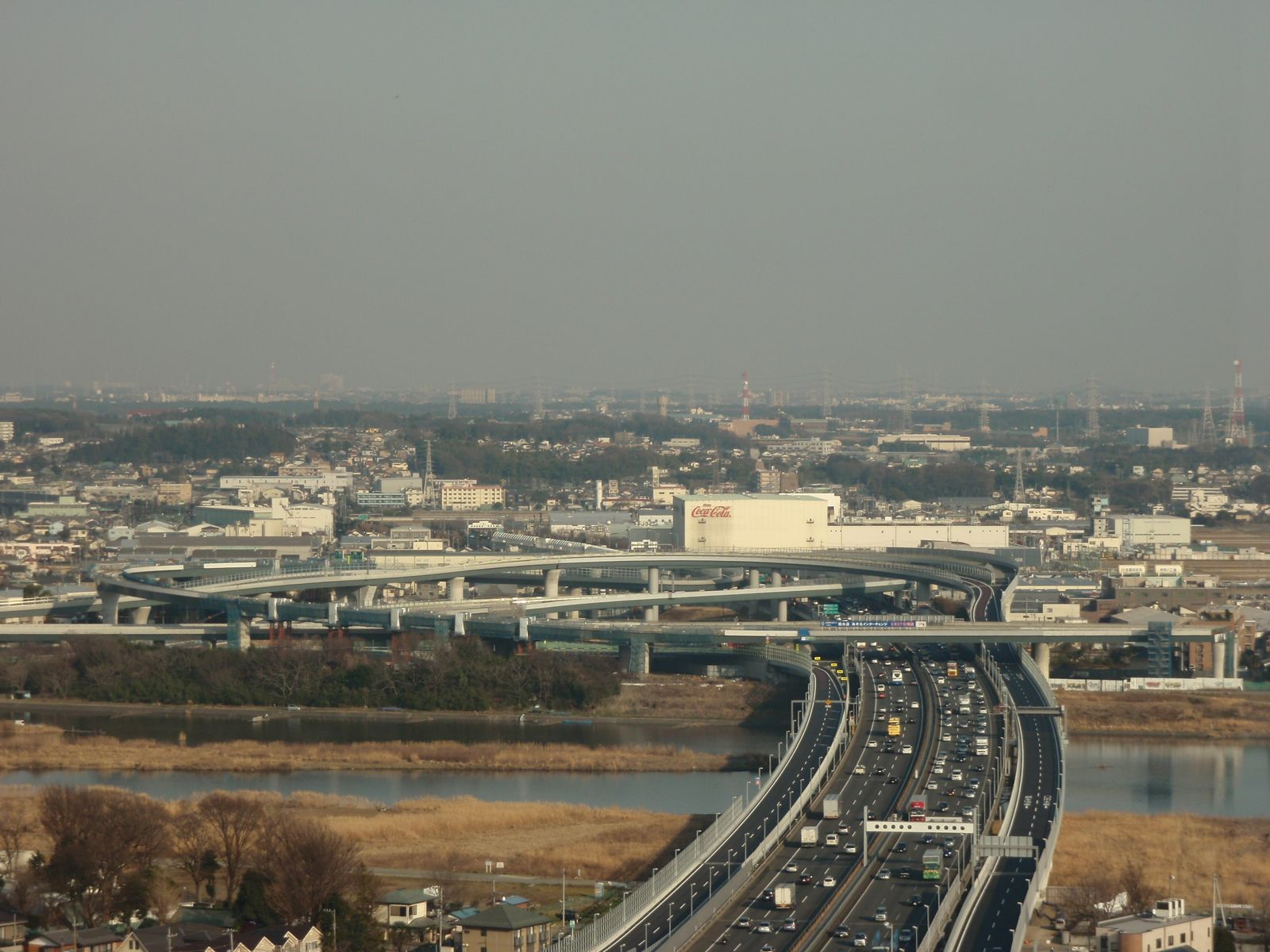
厚木市側から建設中の海老名JCTを望む。本線の両脇が専用連絡路

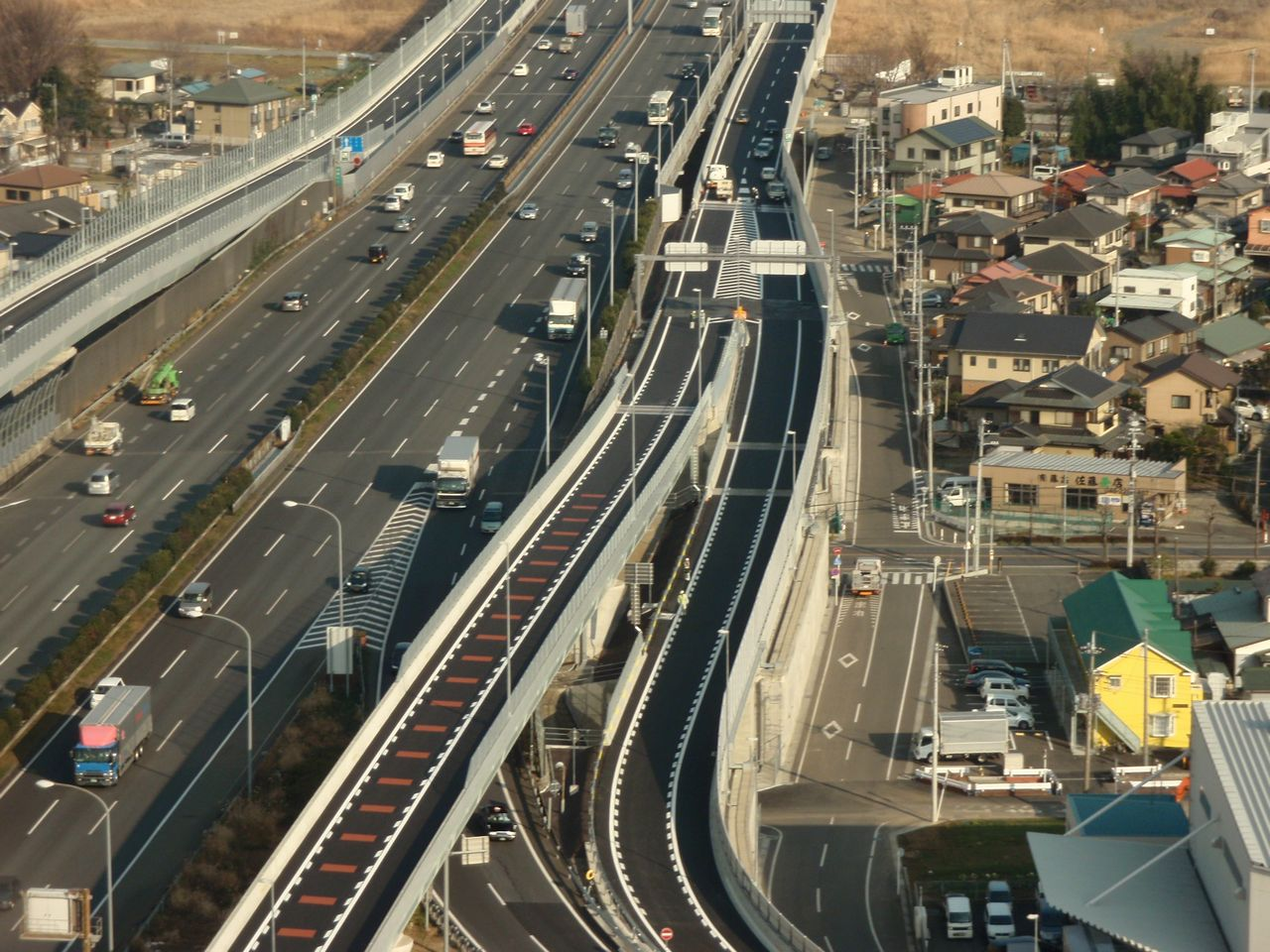
専用連絡路から厚木ICへ降りるランプも設置。専用連絡路は本線からのランプを跨いだ後で本線に合流する（厚木IC下り線）

海老名ジャンクション（えびなジャンクション）は、東名高速道路と首都圏中央連絡自動車道（さがみ縦貫道路）を結ぶジャンクションである。
当初、海老名北JCTという仮称であったが、2009年5月18日に正式名称が発表された。相模線の社家駅近辺に位置している。

## 専用連絡路
相模川の対岸の厚木ICとは約1 kmしか離れていないため、当JCT - 厚木IC間の東名高速道路 本線の外側に、片側2車線の集散路が設置されている。これは海老名JCTの一部であり、案内上は「圏央道専用連絡路」・「専用連絡路」・「海老名集散路」とされている。
専用連絡路がない場合、東名下り線では圏央道からの東名本線へ合流する車両と東名本線から厚木ICへ向かう車両が、上り線では厚木ICから東名本線へ合流する車と東名本線から圏央道へ向かう車が交差することになる。海老名JCTの開通前から当該区間や厚木ICを利用する車両は多く、海老名JCTの開通後はさらなる渋滞や事故の増加が懸念された。
そこで、当JCT-厚木IC間に片側2車線の道路（専用連絡路）を設けることにより、東名本線を経由することなく圏央道と厚木ICを直接行き来することができる。厚木ICでは集散路と東名下りの流出・流入ランプに接続する形となっており、渋滞緩和と安全向上を図ることができる。

## 慢性的な渋滞
圏央道・高尾山IC - 相模原愛川ICの開通後は交通量が増加し、海老名JCTの圏央道内回りから東名高速道路への連絡路、東名高速道路から圏央道外回りへの連絡路のような1車線になる部分がボトルネックとなり慢性的な渋滞が発生し、内回りは圏央厚木IC付近まで、外回りは海老名集散路を過ぎて東名高速道路や小田原厚木道路まで渋滞することがあった。
この状況を受け、NEXCO中日本では渋滞の緩和を目的として2015年10月30日から外回りのランプウェイの車線を暫定的に2車線として運用（代替として本線の一部を1車線に変更）し、外回りの慢性的な渋滞についてはほぼ解消した。また、内回りについても2016年7月15日より同様にランプウェイを暫定2車線化しており、渋滞は減少こそしているものの解消には至っておらず、国土交通省が発表する「高速道路の交通状況ランキング」では2019年になっても横浜町田ICから海老名JCTまでの上り区間が最も渋滞しやすいとされている。

## 歴史
- 2009年（平成21年）5月18日：当JCTの名称が「海老名北JCT（仮称）」から「海老名JCT」に正式決定[2]。
- 2010年（平成22年）2月27日：首都圏中央連絡自動車道（圏央道）・海老名JCT - 海老名IC間開通に伴い、供用開始[9]。
- 2014年（平成26年）6月25日：東名高速上り線（東京方面）の海老名JCTから海老名SAまでの付加車線を0.7 km延伸し、同区間を実質片側4車線化[10]。
- 2015年（平成27年）3月8日：圏央道・寒川北IC - 海老名JCT間開通[11]。
- 2015年（平成27年）10月30日：東名高速から圏央道への分流ランプを暫定2車線化。
- 2016年（平成28年）7月15日：圏央道から東名高速への分流ランプを暫定2車線化[7]
- 2021年（令和3年）3月31日：綾瀬SIC供用開始に伴い、当JCT番号を「4-2」に変更。
  - 綾瀬SICが当JCTから起点寄り（東京方面）に設置されたためである。

## 接続する道路
- E1 東名高速道路(4-2番)
- C4 首都圏中央連絡自動車道（さがみ縦貫道路）(4-2番)

## 隣
E1 東名高速道路
(4) 横浜町田IC - (4-1) 綾瀬SIC - 海老名SA - (4-2) 海老名JCT - (5) 厚木IC
C4 首都圏中央連絡自動車道
(1) 海老名南JCT - (4-2) 海老名JCT - (31) 海老名IC